# Mendaro
Mendaro es un municipio de la provincia de Guipúzcoa, en la comunidad autónoma del País Vasco en  España perteneciente a la comarca del Bajo Deva, con una población de 2.004 habitantes (2024), una extensión de 24,44 km² y una densidad poblacional de 81,99 habitantes por km².  En esta localidad se encuentra ubicado el Hospital de la comarca del Bajo Deva.

## Toponimia
El valle de Mendaro aparece ya mencionado en textos escritos que datan del siglo XIV, aunque no se constituyera en municipio hasta 1983. Este topónimo hace referencia al punto del valle del río Deva donde éste confluía con el Kilimon, ensanchándose y formando una vega.
El significado etimológico de Mendaro es desconocido. Parece bastante plausible que tenga algún tipo de relación con la palabra vasca mendi, que significa monte, pero poco más se puede asegurar. Para algunos estudiosos, Mendaro significaría valle entre montañas. Otros establecen una analogía entre los topónimos Izaro y Mendaro. Si el primero se traduce, tal como decía Juan Antonio Moguel, como círculo de mar o isla, el segundo se podría traducir como círculo de montañas.
El gentilicio en castellano es mendarés/mendaresa. En euskera, según la Real Academia de la Lengua Vasca, el gentilicio correcto es mendaroarra.

## Geografía
Mendaro se enclava en la parte noroeste de la provincia de Guipúzcoa, cerca del límite con Vizcaya. Forma parte de la comarca del Bajo Deva y se sitúa a 34 kilómetros de San Sebastián. El término municipal está atravesado por la Autopista del Cantábrico (AP-8) y por la carretera N-634 entre los pK 50 y 52.
El municipio está formado por dos valles, de los cuales el más importante es el que forma el río Deva, que recorre el territorio de sur a norte. En el fondo del valle hay algunas acumulaciones aluviales que dotan al valle de pequeños terrenos llanos, en los que se asientan los barrios del municipio. El segundo eje del municipio lo forma el valle kárstico de Aranerreka o Kilimón. Es un valle encajonado, en dirección este-oeste que desemboca en el río Deva, a la altura de Mendaro.
Mendaro está rodeado de montañas. En el límite con Deva se encuentran el Otaerre (Otarre) (662 m), el Gaintxipia (621 m) y el Garaluz (Garallutz) (572 m). En el límite con Motrico destaca el Arno (628 m). Otro monte importante es el Urnobitza (643 m), cerca del límite con Elgóibar. La altitud oscila entre los 662 metros y los 80 metros a orillas del río.
| Noroeste: Motrico                                       | Norte: Motrico | Noreste: Deva     |
| Oeste: Marquina-Jemein (Vizcaya) y Echevarria (Vizcaya) |                | Este: Deva        |
| Suroeste: Elgóibar                                      | Sur: Elgóibar  | Sureste: Azcoitia |

## Historia
Mendaro es uno de los municipios más jóvenes de Guipúzcoa, ya que su existencia se remonta únicamente a 1983.
Las menciones a la existencia de un valle de Mendaro, en el punto del valle del río Deva donde este confluía con el Kilimón, ensanchándose y formando una vega; se remontan al año 1335. Sin embargo el valle de Mendaro no se desarrollaría como localidad independiente sino que sería dividida entre las villas vecinas de Motrico (fundada en 1209), Deva (1343) y Elgóibar (1346). Mendaro pasaría a ser el límite fronterizo entre las tres villas, que quedaría marcado por los cursos de los ríos Kilimón y Deva.

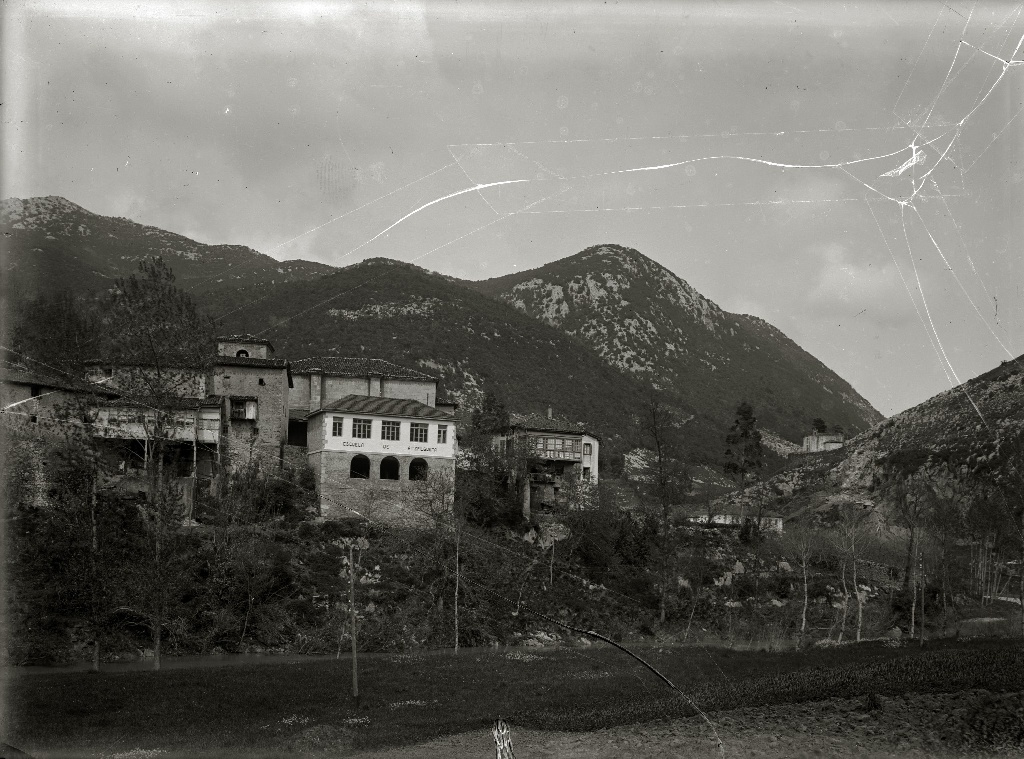
Vista general de Azpilgoeta, Mendaro, en 1940.

Los tres barrios históricos de Mendaro son Azpilgoeta (Motrico), Garagarza (Deva) y Mendarozábal (Elgóibar). El primer intento de creación de un municipio de Mendaro se da a finales del siglo XIX. En 1889 Deva cede el barrio de Garagarza a Elgóibar con la intención de que se crease un municipio de Mendaro, pero este intento falla al negarse Motrico a la cesión de su barrio de Azpilgoeta. Este hecho contribuye a que Garagarza y Mendarozábal quedaran unidas bajo la misma administración y que tendiesen a confundirse a partir de entonces.
La creación definitiva del municipio de Mendaro se da en 1983 cuando Motrico cede Azpilgoeta y Elgóibar Garagarza-Mendarozábal.

## Demografía
Mendaro cuenta con una población de 2004 habitantes (INE 2024).
| Gráfica de evolución demográfica de Mendaro entre 1991 y 2021 |
| |
| Población de derecho según los censos de población del INE Población de hecho según los censos de población del INEEntre el censo de 1991 y el anterior, aparece este municipio porque se segrega del municipio Elgóibar |

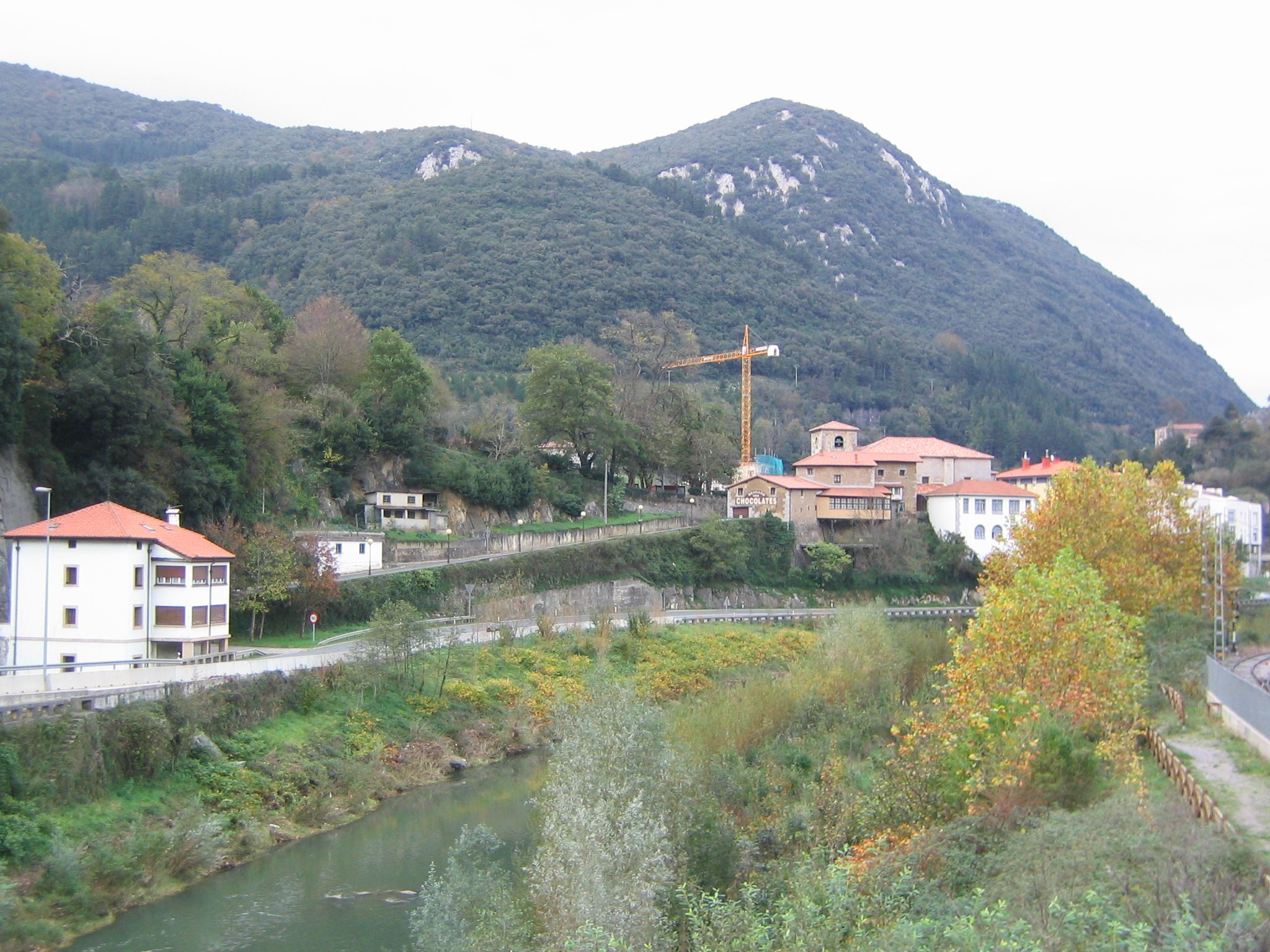
Vista parcial de Mendaro.

La evolución reciente de la población de Mendaro muestra dos fases bien distintas:
Entre el año 1991 y el 1996, se observa un proceso de regresión demográfica ininterrumpido en el que la población de Mendaro disminuye un 7.7 %.
Entre el año 1996 y 2001 se registra un proceso ininterrumpido de crecimiento poblacional que, ya en el año 2001, permite superar los niveles registrados 10 años antes. La tasa de crecimiento en este período es del 10.3 %.
En esta última fase evolutiva, se refleja una ralentización importante del proceso de envejecimiento registrado en años anteriores, ya que aumenta de forma significativa el peso de la población joven madura en edad activa.
Aproximadamente, el 62 % de la población mayor de 16 años residente en el municipio es natural de Mendaro y el 38 % procede de otros municipios; de ellos, el 16 % procede de Elgóibar y el 10 % de Éibar.
Por tanto, Mendaro presenta una dinámica demográfica positiva frente a la dinámica regresiva de municipios de tamaño similar en el marco del País Vasco. Los factores que explican este crecimiento son, sin duda, la elevada calidad medioambiental de la que se disfruta en este municipio, la ubicación en un entorno con un tejido empresarial importante y la buena conexión con infraestructuras de comunicaciones.
POBLACIÓN POR GRUPOS DE EDAD Y SEXO
EDAD VARONES MUJERES TOTAL
0-9 años (1995-2004) 85 75 160
10-19 años (1985-1994) 56 45 101
20-29 años (1975-1984) 113 123 236
30-39 años (1965-1974) 192 153 345
40-49 años (1955-1964) 116 98 214
50-59 años (1945-1954) 84 89 173
60-69 años (1935-1944) 101 77 178
70-79 años (1925-1934) 75 76 151
80-89 años (1915-1924) 25 34 59
90-99 años (1905-1914) 6 11 17
TOTAL A 01/06/04 853 781 1634

## Administración y política

### Gobierno municipal
El 30 de diciembre de 1983 constituye como municipio por segregación de los municipios de Motrico y Elgóibar, tras aprobación del 3 de julio de 1983, por las Juntas Generales de Guipúzcoa, por el que se segrega una parte del término municipal de Elgóibar y Motrico (Guipúzcoa), para constituir un municipio independiente con la denominación de Mendaro. (BOE n. 226 21/09/1983).
| Periodo   | Nombre                          | Partido | Partido                                                      |
| --------- | ------------------------------- | ------- | ------------------------------------------------------------ |
| 1983-1991 | Juan Loyola Bergareche          |         | Euzko Alderdi Jeltzalea-Partido Nacionalista Vasco (EAJ-PNV) |
| 1991-1999 | Antxon Zubiaurre Sorazu         |         | Euzko Alderdi Jeltzalea-Partido Nacionalista Vasco (EAJ-PNV) |
| 1999-2003 | Jose Domingo Zulaika Arakistain |         | Euzko Alderdi Jeltzalea-Partido Nacionalista Vasco (EAJ-PNV) |
| 2003-2007 | Estíbaliz González Larrañaga    |         | Independiente                                                |
| 2007-2011 | Irune Berasaluze Lazkano        |         | Euzko Alderdi Jeltzalea-Partido Nacionalista Vasco (EAJ-PNV) |
| 2011-2015 | Sonia García                    |         | Bildu                                                        |
| 2015-2019 | Sonia García                    |         | Euskal Herria Bildu (EH Bildu)                               |
| 2019-2023 | Iñaki Arregi Uria               |         | Euzko Alderdi Jeltzalea-Partido Nacionalista Vasco (EAJ-PNV) |
| 2023-act. | Enetz Ezenarro Arriola          |         | Euskal Herria Bildu (EH Bildu)                               |

| Partido político                                              | 2023  | 2023       | 2019  | 2019       | 2015  | 2015       | 2011  | 2011       | 2007  | 2007       |
| Partido político                                              | %     | Concejales | %     | Concejales | %     | Concejales | %     | Concejales | %     | Concejales |
| Euskal Herria Bildu (EH Bildu)-Bildu                          | 48,47 | 5          | 46,30 | 5          | 46,57 | 5          | 48,12 | 5          | —     | —          |
| Euzko Alderdi Jeltzalea-Partido Nacionalista Vasco (EAJ-PNV)  | 41,30 | 4          | 43,14 | 5          | 37,57 | 4          | 34,85 | 3          | 53,79 | 5          |
| Partido Socialista de Euskadi-Euskadiko Ezkerra (PSE-EE PSOE) | 7,82  | 0          | 9,63  | 1          | 7,54  | 0          | 9,51  | 1          | 12,02 | 1          |
| Partido Popular del País Vasco (PP)                           | —     | —          | —     | —          | 1,69  | 0          | 3,98  | 0          | 2,86  | 0          |
| Eusko Alkartasuna (EA)                                        | —     | —          | —     | —          | —     | —          | —     | —          | 27,47 | 3          |

En 2007 resultó elegida alcaldesa Irune Berasaluze Lazkano, del PNV. La lista de la izquierda abertzale EAE-ANV fue ilegalizada en el municipio por tener integrantes del entorno terrorista de ETA. EAE-ANV llamó al voto nulo y se registraron 173, el 19,84 % de los de votos emitidos.
En las elecciones municipales de 2011, Bildu consiguió mayoría absoluta y la nueva alcaldesa, Sonia García, sustituyó a Irune Berasaluze del PNV.
En las elecciones municipales de 2015, EH Bildu obtuvo de nuevo mayoría absoluta, por lo que Sonia García revalidó su cargo de alcaldesa.
En las elecciones municipales de 2019, PNV consiguió alcanzar la alcaldía mediante un pacto con el PSE. Por lo que Iñaki Arregi Uria sustituyó a Sonia García para la alcaldía del municipio.

### Organización territorial
El municipio de Mendaro está compuesto por tres barrios principales: Mendarozabal, Azpilgoeta y Garagartza. Los tres núcleos están tendiendo en los últimos años a soldarse en un único continuo urbano. Al conjunto de los tres barrios se le conoce bajo el nombre común de Mendaro.
El barrio de Azpilgoeta se encuentra en la orilla izquierda del río Deva. Este barrio pertenecía antes de 1983 al municipio de Motrico. Dentro de Azpilgoeta se puede distinguir la barriada de Mendaro o Plaza, situada en el punto donde confluye el arroyo Goikola con el Deva.
Al otro lado del río, frente a Azpilgoeta, ocupando el último tramo del río Kilimon antes de su desembocadura en el Deva, se encuentra el barrio de Garagartza. Garagartza pertenecía antes de 1983 a Elgóibar, aunque con anterioridad fue una pertenencia del municipio de Deva. Originalmente el barrio de Garagartza se situaba en la orilla derecha del Kilimon, pero durante el siglo XX se extendió por la izquierda.
Mendarozabal se encuentra también en la orilla derecha del Deva. Originalmente ocupaba la orilla izquierda del Kilimon. A diferencia de Garagartza siempre ha pertenecido a Elgóibar. Desde que en 1889 Garagartza y Mendarozabal quedaran unidas bajo la jurisdicción de Elgóibar ambos barrios han tendido a unirse y confundirse.
Además de los tres núcleos referidos, Mendaro cuenta con pequeños barrios rurales de caseríos diseminados por su término municipal. Es el caso de Aranerreka, Alkorta, Etxabemendi y Saratzu.

## Economía
La principal actividad del municipio es la industria. En el municipio hay un par de polígonos industriales.
La principal fábrica del municipio es la empresa R.T.S. dedicada a la fabricación de componentes de automoción (rótulas), que cuenta con una plantilla de algo más de 200 trabajadores. El resto de empresas radicadas en Mendaro son algo más de una veintena de pymes que no superan los 50 trabajadores.
En la economía local tiene importancia la ubicación del Hospital Comarcal del Bajo Deva en Mendaro. Este hospital da servicio a los municipios de la comarca. El resto del comercio y servicios que se brindan en el municipio están destinados a cubrir las necesidades básicas de un pequeño municipio de 1500 habitantes.

## Cultura

### Patrimonio

#### Religioso
- Ermita de la Santísima Trinidad. Su construcción data del año 1105.
- Ermita de Santa Ana. Es una de las ermitas más carismáticas del valle de Mendaro, que cuenta con gran devoción entre sus habitantes, tratándose de la patrona del pueblo.
- Iglesia de Nuestra Señora de la Asunción. Se localiza en el barrio Azpilgoeta, dentro del conjunto urbano del mismo nombre. Catalogada como monumento histórico-artístico de Guipúzcoa.
- Iglesia de la Inmaculada Concepción. Se la incluye dentro de los monumentos histórico-artísticos de Guipúzcoa, se localiza en el barrio Garagarza.

#### Civil
- Se encuentra el Hospital comarcal que da servicio a todo la comarca del Bajo Deva. Se inauguró en la década de los 90. En un primer momento se barajó crearlo en Éibar donde ahora se encuentra el Complejo deportivo de Unbe.

### Gastronomía
Mendaro es una localidad famosa en el País Vasco por sus chocolates artesanos. La tradición chocolatera de Mendaro se remonta al siglo XVIII y se debe a la confluencia de dos factores. En esa época comenzó a llegar a Guipúzcoa cacao procedente de Venezuela a través de la Real Compañía Guipuzcoana de Caracas y por otro lado hacia 1800 se afincó en Mendaro una familia de origen francés (Saint Girons) que trajo consigo una tradición repostera a la que era ajena la comarca. En 1850 se fundó la empresa Chocolates de Mendaro-Saint Gerons que sigue fabricando los chocolates, trufas y bombones de forma artesanal.
Otro dulce típico de la localidad son los Bizcochos de Mendaro.
El obrador se conserva aun en la casa donde se producían estos"Casa Osoro"en la calle garagarza.

### Deporte
El equipo local de fútbol se llamaba Kilimon y jugaba en categorías regionales.
El pueblo cuenta con frontón cubierto.

### Fiestas
Las fiestas patronales son las Santana Jaiak, que se celebran a finales de julio. Son típicas en estas fiestas las pruebas de deporte rural vasco, las sokamuturras (toro ensogado) y las verbenas nocturnas.
En el barrio de Mendarozábal se celebra una romería el primer domingo después de Pascua de Resurrección a la ermita de la Trinidad. También se celebra el 1 de marzo una romería a la Ermita del Santo Ángel de la Guarda.

### Ocio
Desde el centro de Mendaro parte un sendero de 7 km que recorre el valle del Kilimón. Es un recorrido muy apreciado por los amantes del senderismo por su escasa dificultad y por los valores paisajísticos que ofrece el valle. El valle también es muy apreciado por los espeleólogos, dada la abundancia de simas y cuevas que hay en él.